# 무구립운석

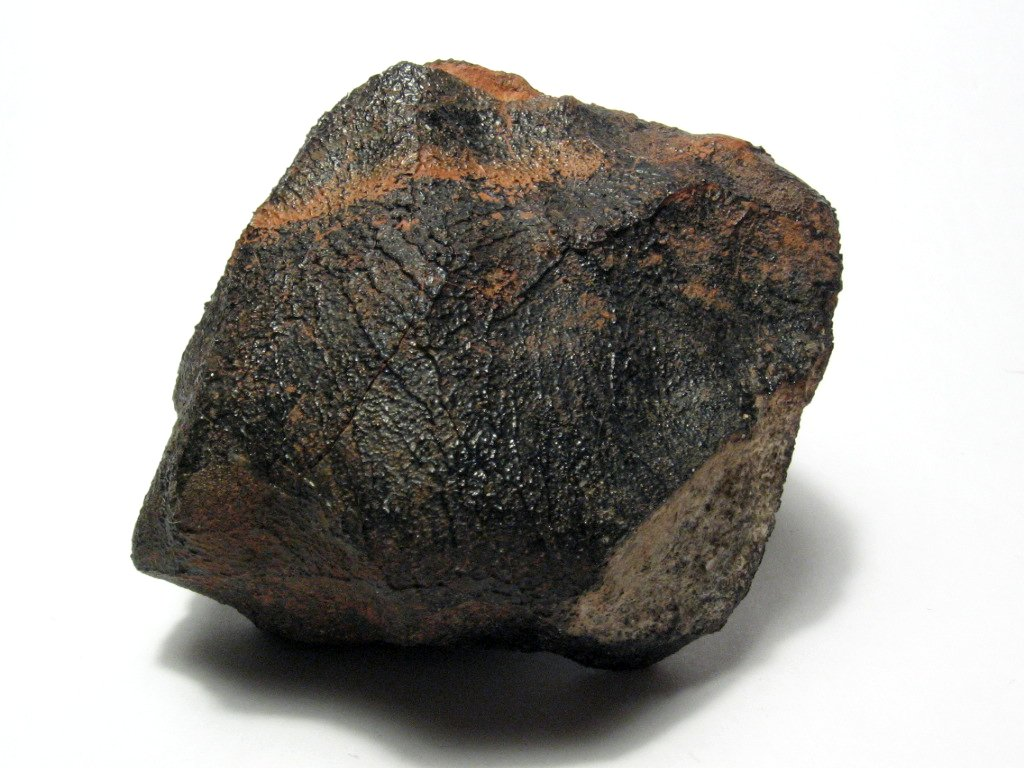
밀빌릴리 유성우의 유크라이트 무구립운석

무구립운석(無球粒隕石, 영어: achondrite 어콘드라이트[*])은 지구의 현무암과 화성암으로 만들어진 석질의 운석이다. 콘드라이트와 비해, 그것들은 용융과 재결정으로 인해 변질되었고 결과적으로 무구립운석은 구분이 되는 조직을 지닌다.
무구립운석은 운석 중 8%를 차지한다. 그리고 그들의 주류는 소행성 4 베스타의 지각에서 나온 것들이다.
다른 종류는 화성과 달의 운석을 포함한다. 또 다른 미확인된 소행성에서 나온것도 있다. 이들 그룹은 철/망간 화학 비율 그리고 17O/18O 산소 동위원소 비율에 기초하여 분류된다.